# Amber Van Day
Amber Van Day (* 1. Mai 1996 in Hove) ist eine britische Soulsängerin und Songwriterin.

## Leben
Amber Van Day ist die Tochter des Sängers David Van Day, der in den 1980er Jahren Teil des erfolgreichen Popduos Dollar war. Bekannt wurde sie durch ihre Zusammenarbeit mit dem französischen DJ Hugel. Mit ihm veröffentlichte sie die Single WTF, das zum offiziellen Titellied der 13. Staffel von Ich bin ein Star – Holt mich hier raus! wurde. Die Single basiert auf einem Sample des 1966er-Liedes Parce que tu crois von Charles Aznavour. Sie erzielte über 65 Millionen Streams auf Spotify und erhielt mehrere Goldauszeichnungen.

## Diskografie
Singles
- 2020: Kids in the Corner
- 2020: Papa (mit Younotus; Rang 20 der Single-Trend-Charts am 30. Oktober 2020,[8] AT: Gold)
- 2021: See You In Tears (mit Ilira)
- 2021: Touch
- 2021: Uh Oh

Gastbeiträge
- 2016: Act No Good (George Kwali feat. Amber Van Day)
- 2018: WTF (Hugel feat. Amber Van Day)
- 2019: Mamma Mia (Hugel feat. Amber Van Day)
- 2019: Oblivion (Love Harder feat. Amber Van Day)
- 2019: I Don’t Wanna Talk (Alok & Hugel feat. Amber Van Day)
- 2020: Tragic (The Him feat. Amber Van Day)
- 2021: Keep Dancing (Wilkinson feat. Amber Van Day)
- 2021: Circus (Harris & Ford feat. Amber Van Day)